# Stenocereus huastecorum
Stenocereus huastecorum, a veces llamado pitaya, es una especie de planta perteneciente a la familia Cactaceae.

## Descripción
Stenocereus huastecorum es un cactus que crece hasta 9 m de altura. Sus tallos y ramas tienen 8 a 10 costillas de 2.5 a 2.8 cm de alto. Encima de cada costilla aparecen lugares especiales conocidos como  areolas. Las areolas de Stenocereus huastecorum son circulares, de color gris claro y están separadas entre sí por 2-3 cm. Las espinas que surgen del interior de las areolas son de dos tipos. Hay ca. tres espinas centrales de hasta 4 cm de largo, y 10 u 11 espinas radiales, de solo hasta 1 cm de largo.
Las flores son hasta 10 cm de largo y pueden llegar a hasta 5 cm de ancho. Los tépalos externos son verdes con un tono púrpura, mientras que los internos son blancos, a veces con un tono rosado. Los frutos son globosos a ovoides, y llegan hasta 5 cm de ancho. Son verdes con un tono de rojo a purpúreo intenso, y cubiertos de espinas de hasta 1,5 cm de largo (~0,6 pulgadas). Cuando los frutos maduran, las espinas se desprenden. La pulpa de los frutos es púrpura, y contiene semillas pequeñas de color negro.

## Distribución
Según la publicación de 2018 que establece formalmente a Stenocereus huastecorum como especie, el taxón es endémico solo de México, principalmente en las regiónes fisiográficas de la Sierra Madre Oriental y la Llanura costera, en los estados de Tamaulipas, San Luis Potosí, Querétaro y Guanajuato. Además hay una población  disjunta en las laderas meridionales de la Eje Neovolcánico. en el estado de Veracruz.

## Taxonomía
Un grupo de especies de cactus conocido como el "complejo de especies Stenocereus griseus" se ha considerado un grupo desconcertante de especies de apariencia similar, que a veces presentan características superpuestas. En 2018, se publicó un estudio basado en un estudio genético y datos ecológicos y morfológicos de tres supuestas especies del complejo presentes en México y el norte de Sudamérica. Los resultados indicaron que, dentro de las poblaciones estudiadas, se había ocultado una cuarta especie, que anteriormente se había considerado una expresión de  S. griseus. Ahora, esta nueva especie se conoce como Stenocereus huastecorum.

## Etimología
El nombre del género Stenocereus deriva del griego stenos, que significa "estrecho", y cereus, que es una forma latinizada del griego kēros, que significa cera de abejas. Cereus también es el nombre de un género de cactus. Algunos suponen que la conexión con la cera de abejas se debe a que Cereus es un cactus columnar, con una forma vagamente similar a la de una vela, y las velas anteriores solían estar hechas de cera de abejas.
El nombre de la especie huastecorum rinde homenaje al  pueblo indígena huasteco de México, cuyo territorio natal coincide en gran parte con el área de distribución de la especie. El nombre huasteco es una corrupción de Téenek que significa, más o menos, "los que viven en el campo con su lengua y su sangre, y que comparten la misma idea".

## Usos humanos
Una página web del gobierno mexicano indica que en México, frutos de pitaya, como los de Stenocereus huastecorum, se utilizan para elaborar jugos, helados, atole, yogur, ates, pasteles, jaleas, licores, vinos espumosos, jarabes y mermeladas, entre otros comestibles.
Estudios de laboratorio indican que los frutos de la especie tienen un efecto antioxidante, lo cual podría explicarse por el alto contenido de betalaínas del jugo. Los antioxidantes pueden ayudar al organismo de una manera muy variada, desde reforzar el sistema inmunitario hasta garantizar una buena vista.